# Songs from Instant Star
Songs from Instant Star est un album réunissant toutes les chansons de la série télévisée Ma vie de star interprétées par Alexz Johnson.
Cet album est sorti le 26 avril 2005 au Canada.

## Liste des Chansons
1. 24 Hours
2. Temporary Insanity
3. Waste My Time
4. Let Me Fall
5. Skin
6. I'm In Love With My Guitar
7. Criminal
8. Time To Be Your 21
9. It Could Be You
10. Me Out Of Me
11. Pick Up The Pieces
12. Your Eyes
13. That Girl
14. Stupid Girl